# Rhinocricus heteropus
Rhinocricus heteropus är en mångfotingart som beskrevs av Filippo Silvestri 1897. Rhinocricus heteropus ingår i släktet Rhinocricus och familjen Rhinocricidae. Inga underarter finns listade i Catalogue of Life.